# 法達恩古爾馬
法達恩古爾馬（法語：Fada N'gourma）是西非國家布基納法索的城市，也是東部大區和古爾馬省的首府，位於該國東南部，距離首都瓦加杜古219公里，海拔高度294米。